# Stay (Faraway, So Close!)
Stay (Faraway, So Close!) is een nummer van de Ierse band U2.
Er zijn 4 verschillende singles van het nummer uitgebracht in september 1993.
Het nummer verscheen bovendien op het album Zooropa. De livepremière van het nummer was op 31 juli 1993 in Stockholm.

## NPO Radio 2 Top 2000
| Nummer met noteringen in de NPO Radio 2 Top 2000 | '14  | '15  |
| ------------------------------------------------ | ---- | ---- |
| Stay (Faraway, So Close!)                        | 1757 | 1946 |

1. ↑  Een vetgedrukt getal geeft de hoogste notering aan.
2. ↑  2014 was het eerste jaar met een notering voor dit nummer.
3. ↑  Deze tabel is bijgewerkt tot en met de laatste editie (2024).

## Covers
De volgende artiesten hebben het nummer gecoverd:
- Smashing Pumpkins
- Craig Armstrong
- Gregorian

## Trivia
- Het nummer is genomineerd geweest voor een Golden Globe Award in de categorie Best Original Song for Motion Picture

Bono · The Edge · Adam Clayton · Larry Mullen jr.